# Wells Fargo Center (Minneapolis)
Pour les articles homonymes, voir Wells Fargo Center.
Le Wells Fargo Center (autrefois Norwest Center) est un gratte-ciel de bureaux situé à Minneapolis (Minnesota, États-Unis).
Achevé en 1988 et dessiné par l'architecte américain César Pelli, son style art déco lui valut de nombreuses comparaisons avec le GE Building de New York (New-York, États-Unis). C'est le troisième plus haut immeuble de Minneapolis après l'IDS Center et la Capella Tower.